# Sandcastle Waterpark
Sandcastle est un parc aquatique situé à Pittsburgh, en Pennsylvanie. Le parc était autrefois une propriété de Kennywood Entertainment; il a été vendu au groupe Parques Reunidos.

## Histoire
En 1988, le terrain fut acheté par Kennywood Entertainment et la construction du parc commença dans la même année. L'ouverture officielle eu lieu en juillet 1989. Le premier nom du parc fut "Splashdown".

## Attractions
Le parc compte entre autres aujourd'hui 14 toboggans aquatiques.